# A Very Very Very Dark Matter
A Very Very Very Dark Matter è un'opera teatrale del drammaturgo britannico di origini irlandesi Martin McDonagh, che ha debuttato a Londra nel 2018.

## Trama
Hans Christian Andersen è il più grande scrittore della sua generazione, amato e celebrato in tutta la Danimarca. La sua ultima storia, La sirenetta, è un successo senza precedenti, ma due strane figure insanguinate, provenienti dal futuro, disturbano la lettura pubblica della sua fiaba. Tornato a casa, si scopre che il motivo del successo dello scrittore è una pigmea congolese che tiene rinchiusa in una scatola in mansarda, a cui ha amputato una gamba e che costringe a scrivere fiabe per lui. Riceve anche una lettera anonima che lo minaccia di rivelare il suo segreto e scopre che un giornalista, Dirk, si è intrufolato in casa sua per scoprire la verità. Andersen cattura il giornalista e lo uccide, non prima di avergli estorto una confessione sull'origine della sua fonte.
Dopo aver rinchiuso Marjory, la pigmea, nella sua scatola, Andersen parte per Londra, dove è stato invitato a passare due settimane a casa di Charles Dickens. La visita si protrae per cinque settimane, mettendo a dura prova la pazienza dello scrittore e della moglie, già spinta al limite dai continui tradimenti del marito. Dopo la prolungata permanenza a casa Dickens, Andersen alla fine scopre quello che sospettava: Dickens teneva segregata la sorella di Marjory, costringendola a scrivere per lui i suoi capolavori. La sorella di Marjory, purtroppo, è morta l'anno prima. Andersen è desolato e all'improvviso realizza di aver lasciato a Marjory cibo sufficiente per sole due settimane e che quindi la pigmea potrebbe già essere morta, ponendo dunque fine alla sua carriera letteraria.
Le due figure insanguinate, che si scoprirà essere due soldati belgi che Marjory ucciderà cinquant'anni più tardi durante la brutale colonizzazione del Congo, intanto sono entrate a casa di Andersen, hanno tirato fuori la piccola scrittrice dalla scatola e minacciano di ucciderla prima che lei lo possa fare a loro tra diversi decenni. Ma Marjory li uccide con un trucco, pochi istanti prima che Andersen, tornato da Londra, irrompa nella stanza. Capendo che Marjory ha una missione, Andersen la lascia andare e la pigmea parte per il Congo, decisa a fermare la futura invasione belga e il conseguente genocidio del suo popolo.

## Produzioni
La prima produzione di A Very Very Very Dark Matter è andata in scena al Bridge Theatre di Londra per dodici settimane a partire dal 19 ottobre 2018 fino al 6 gennaio 2019. La regia era curata da Matthew Dunster, scenografata da Anna Fleischle, con luci di Phillip Gladwell e sound design di George Dennis. Il cast originale comprendeva Jim Broadbent (Hans Christian Anderson), Johnetta Eula’Mae Ackles (Marjory), Phil Daniels (Charles Dickens), Elizabeth Berrington (Cahterine Dickens), Lee Daniels (Edvard) e Ryan Pope (Dirk).